# Grimaldi Group
Grimaldi Group — частный конгломерат судоходных компаний, принадлежащий Гвидо Гримальди (Guido Grimaldi) со штаб-квартирой в Неаполе, Италия. Компания оперирует большим флотом ролкеров.
Судоходная линия Grimaldi считает себя разработчиком способа перевозки Roll on / Roll off.
Компания осуществляет перевозки негабаритных грузов, колесной техники, а также контейнеров. Основные регионы перевозок - Средиземное море, Южная Америка, северо-восточная часть Африки.

## История
Семья Гримальди занимается бизнесом в сфере морских перевозок на протяжении многих поколений. Согласно семейным преданиям первыми в семье были три брата Гримальди, взявшие в 1348 году в аренду три судна.

## Структура группы

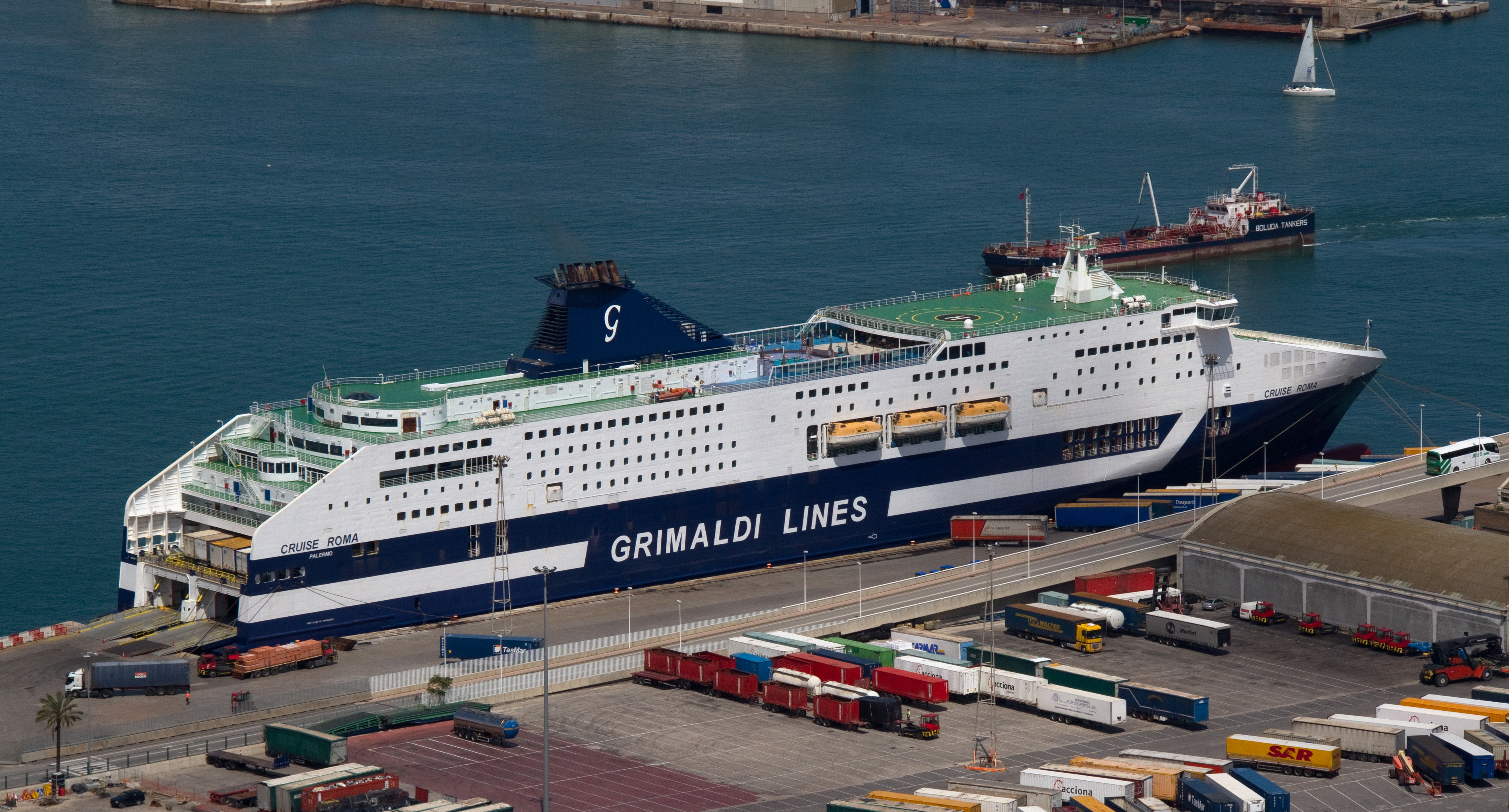
Cruise Roma

- Grimaldi Lines, занимающаяся контейнерными и паромными перевозками - основа группы.
- Atlantic Container Line (ACL) - компания занимающаяся контейнерными перевозками в Северной Атлантике.
- Minoan Lines - компания-паромный перевозчик, действующий на линии между Италией и Грецией.
- Finnlines - компания-паромный перевозчик, действующий на Балтике.
- Malta Motorways of the Sea - компания-паромный перевозчик, действующий на направлениях между Италией, Испанией, Тунисом и Мальтой.

В начале 2012 года компания организовала ро-ро линию из портов США и Канады в страны Балтики. При этом до порта Антверпен задействован морской флот ACL, а далее - флот компании Finnlines. 

## Флот
На сегодняшний день компания имеет один из самых современных флотов Ro-RO в мире, средний возраст флота компании составляет 11,5 лет.
В настоящее время Grimaldi оперирует около 120 судами.

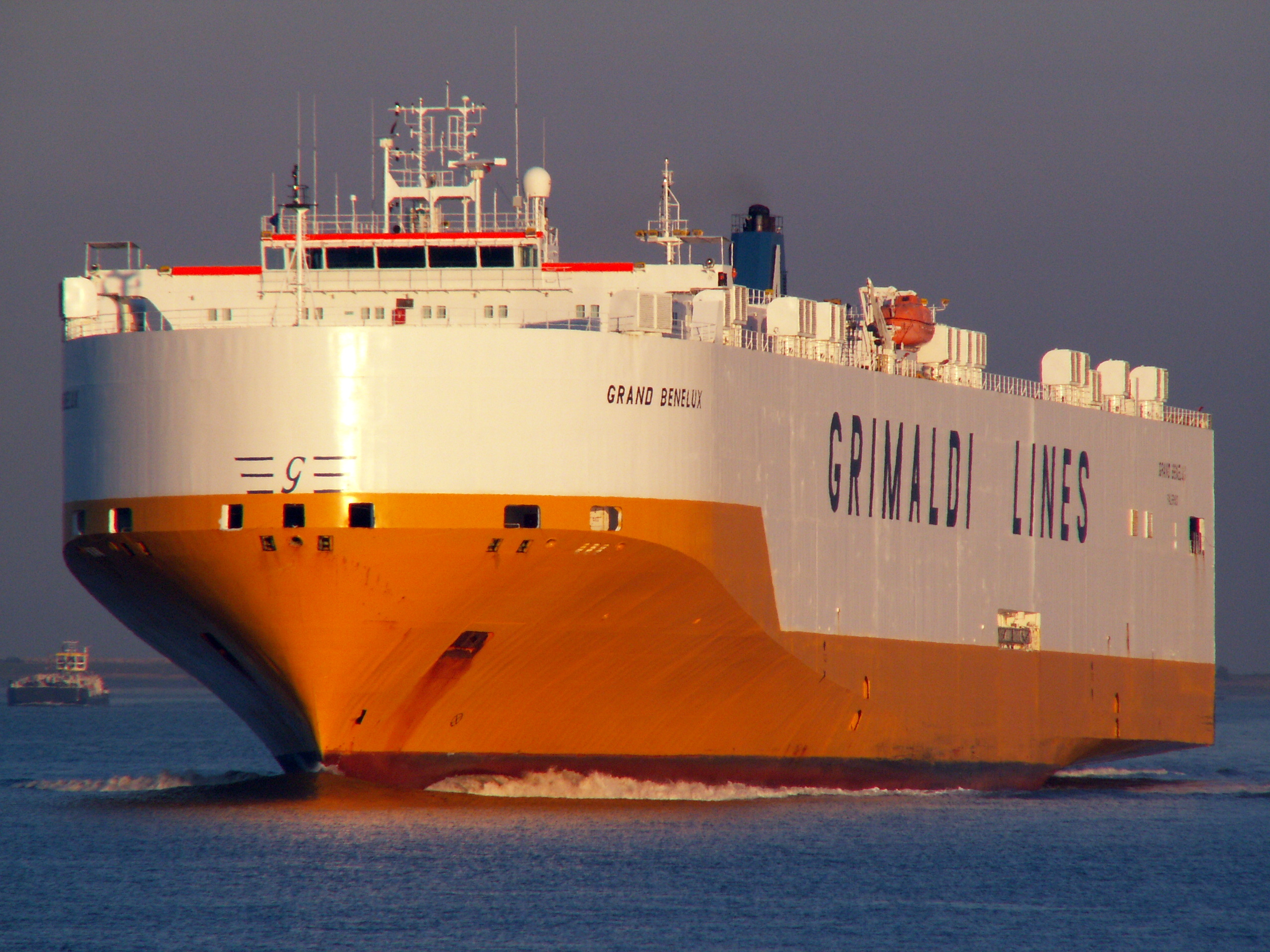
Grand Benelux
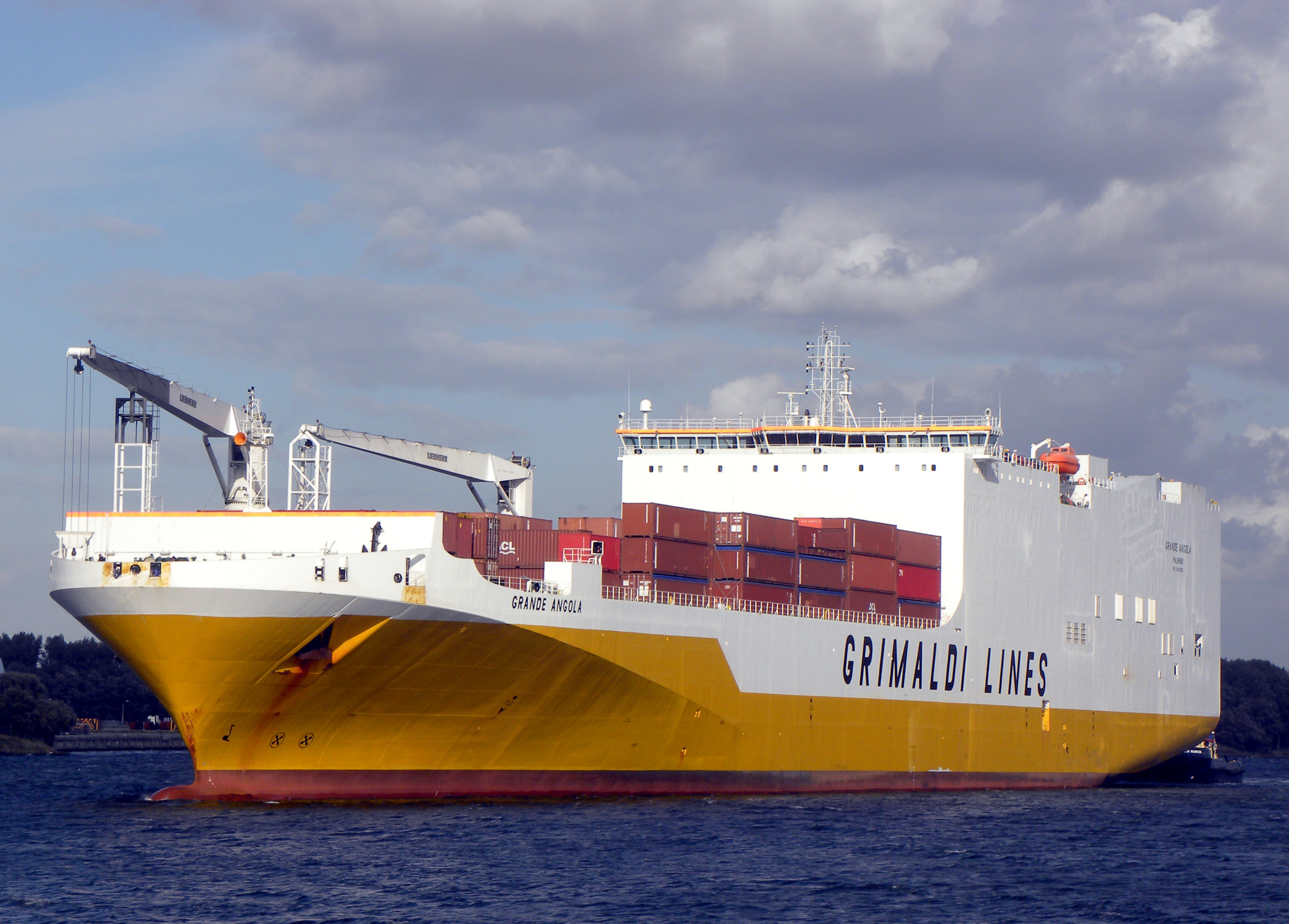
Grande Angola
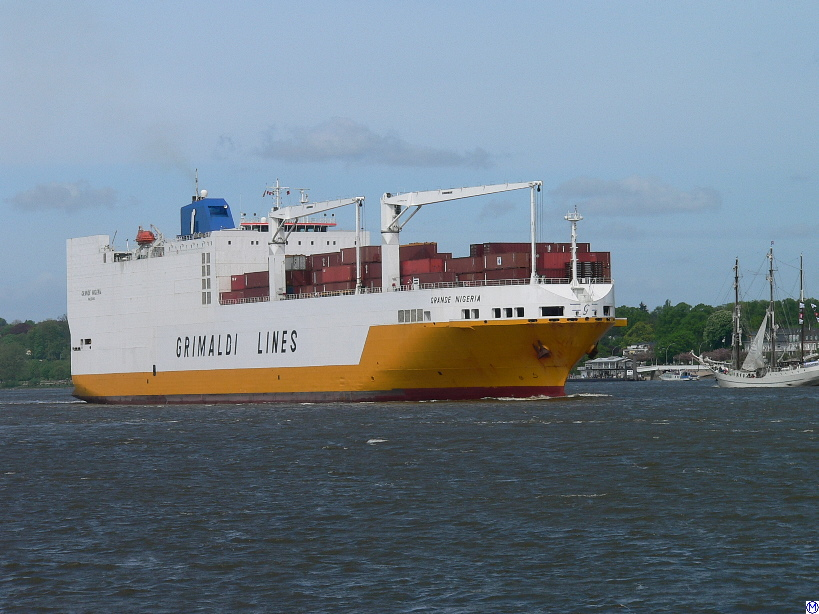
Grande Nigeria
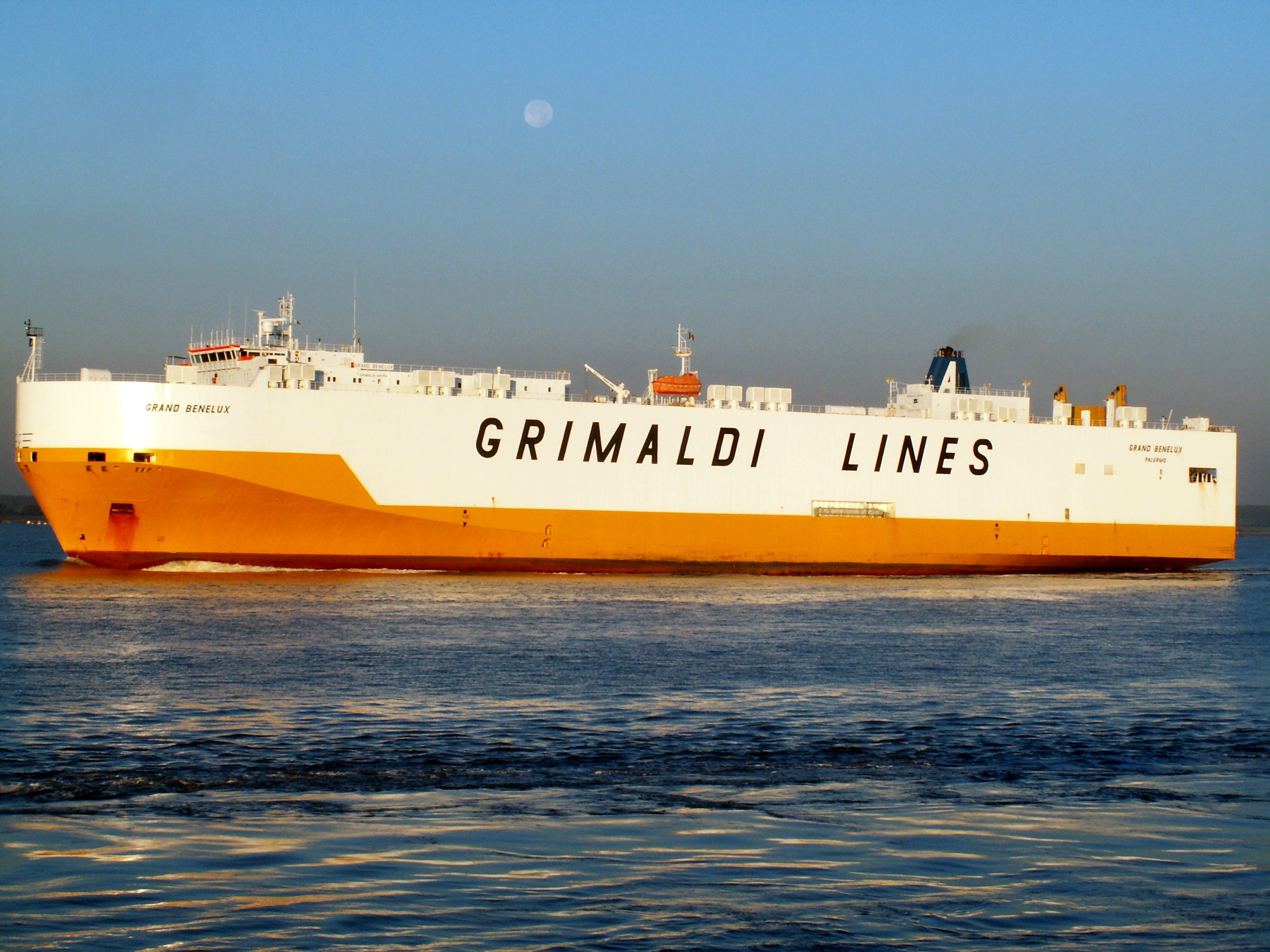
Grand Benelux

## Терминалы компании
- Grimaldi Terminal Barcelona - строительство начато 14 января 2012 года в районе Муэлле Коста порта Барселоны. Терминал будет располагать площадью 63 тыс. м² и оборудован как для обработки грузов (преимущественно - автомобили, фургоны, грузовики и другие колесные транспортные средства), так и для работы с пассажирами. Трехуровневое здание с общей площадью 3 тыс. 750 м² будет отдано под офисы, магазины, рестораны и конференц-залы. Пассажирский терминал будет способен одновременно обслуживать 1 тыс. 800 пассажиров.[1]

## Происшествия
8 марта 2007 года в порту Антверпена в ходе загрузки перевернулось судно Republica di Genova компании Grimaldi Lines. На борту затонувшего судна находились около сотни погруженных автомашин и контейнеров. Экипаж судна при аварии не пострадал.